# Senta Söneland
Senta Söneland (Diedenhofen, 9 de septiembre de 1882 -Berlín, 20 de julio de 1934). Su nombre real era Else Adele Berta Sophie Krocker, de soltera Werder. Fue una actriz alemana.

## Trayectoria
Su padre era un oficial prusiano. Realizó cursos de formación en el Teatro Schiller de Berlín. En 1910 consiguió su primer contrato en el Teatro Estatal de Meiningen.
En 1912 se casó con el teniente fuera de servicio Ernst Artur Karl Krocker (1882-1933). En los años siguientes actuó en varios escenarios como el Comedy House, el Teatro en Kurfürstendamm y el Metropol-Theater. Al comienzo de la Primera Guerra Mundial, ante las malas expectativas del teatro, buscó su oportunidad en el cine.
Söneland fue más conocida por sus papeles en comedias. Tras una larga ausencia de la pantalla en la década de 1920, tuvo apariciones como actriz de reparto al comienzo de la era del cine sonoro después de 1930. También participó en veladas de entretenimiento en la radio. Se la pudo escuchar en el programa Kunterbunt con la Berliner Funk-Kapelle.
La artista se comprometió con el sufragio femenino; es especialmente recordada por su discurso del 19 de enero de 1919 en la estación del jardín zoológico de Berlín con motivo de las elecciones federales de Alemania de 1919.
Tras la repentina muerte de su marido en el verano de 1933, Söneland se despidió de los escenarios en 1934 y poco tiempo después se suicidó. Su cuerpo fue encontrado el 20 de julio de 1934 en su apartamento del Hotel Adlon.
Fue enterrada en el cementerio de Wilmersdorf en Berlín.